# Eublepharis pictus
Eublepharis pictus (лат.) — вид ящериц из рода эублефаров подотряда гекконообразных. Обитает в Южной Азии на востоке Индии.

## Таксономия
Вид был описан в 2022 году по результатам молекулярно-филогенетических исследований рода Eublepharis. Наиболее близким видом является Eublepharis hardwickii, обитающий также на востоке Индии, но несколько севернее. Научное название вида pictus на латинском языке означает «окрашенный».

## Внешний вид
Эублефар среднего размера, достигающий длины туловища до 11,7 см. Спина покрыта 23—26 рядами крупных плоских умеренно килеватых чешуй в виде бугорков и  гораздо более мелкими чешуйками, расположенными между ними. На спинной стороне тела имеется поперечная светлая полоса, не считая затылочной петли и полосы у основания хвоста. Подпальцевые пластинки на IV пальце гладкие. 17—18 преклоакальных пор расположены углом без промежутков.

## Распространение и образ жизни
Распространён в Восточных Гатах, в штатах Одиша и Андхра-Прадеш на востоке Индии. Тип леса в окрестностях типовой территории сухой вечнозеленый с примесью кустарников и лугов. Основной тип леса в Одише, где встречается этот вид, классифицируется как тропический сухой лиственный и тропический полувечнозеленый лес.
О биологии вида известно мало. Ведёт строго ночной образ жизни. Обитает симпатрично с гекконами Cyrtodactylus nebulosus, Hemidactylus tryrus и Hemidactylus sushilduttai.

## Галерея
- E. pictus в Вишакхапатнаме
- Место обитания E. pictus